# 同重体
同重体（どうじゅうたい、英: isobar、同重核、カタカナでアイソバーとも）は、質量数が等しいが、陽子や中性子、電子の数が異なる核種のことである。例えば、14Cと14Nは同重体である。同重体同士は異なる元素であるので、化学的性質は異なる。要するに、陽子と中性子の数の和が等しく、その比率が違うということである。
ベータ崩壊はどのモードでも陽子と中性子が互いに移り変わるだけで質量数が変化しないので、親核種と娘核種は同重体の関係にある。
隣り合った同重体、すなわち原子番号が1つだけ異なる同重体の双方が安定核種である例は知られていない。このことはオーストリアの物理学者マッタウフによって1934年に提唱され、マッタウフの通則と呼ばれる。2つ以上離れた同重体が共に安定核種である例はあり、例えば36Sと36Ar、124Snと124Teと124Xeなどは安定である。奇数の質量数で安定した同重体が複数ある例は知られていない。